# Louis Emmanuel Dupuy
Louis Emmanuel Dupuy est un homme politique français né le 17 avril 1777 à Toulouse (Haute-Garonne) et mort le 25 juillet 1845 au même lieu.

## Biographie
Adjudant-commandant à Toulouse, il est député de la Haute-Garonne en 1815, pendant les Cent-Jours. Il est admis à la retraite comme colonel en 1826.
Il a été un des membres fondateurs de la Société archéologique du Midi de la France et a participé à la première réunion qui s'est tenue le 2 juin 1831 chez le marquis de Castellane

## Sources
- « Louis Emmanuel Dupuy », dans Adolphe Robert et Gaston Cougny, Dictionnaire des parlementaires français, Edgar Bourloton, 1889-1891 [détail de l’édition]